# Kärlekens låga
Kärlekens låga: En mässa är ett musikalbum av rockgruppen Eldkvarn, utgivet 2006. 
Albumet är inspelat live vid en mässa i Annedalskyrkan i Göteborg den 23 september 2006, och är den andra av tre skivor som Eldkvarn spelat in där. Bandet var vid tillfället utökat med Gunnar Frick på pedal steel guitar, dragspel och banjo. Teman för mässan är förälskelse, kärlek och försoning. Låtarna är tagna från flera av Eldkvarns album samt från Carla Jonssons soloalbum Skakad & Rörd.

## Låtar på albumet
| Nr  | Titel                           | Längd | Låtskrivare   | Ursprungligt album                                                            |
| --- | ------------------------------- | ----- | ------------- | ----------------------------------------------------------------------------- |
| 1.  | Långsamt tåg                    | 4:59  | Plura Jonsson | Karusellkvällar (1989)                                                        |
| 2.  | Mitt hjärta ropar ditt namn     | 4:53  | Plura Jonsson | Utanför lagen (1986)                                                          |
| 3.  | Maria, inför Gud                | 4:15  | Plura Jonsson | Död stjärna (2001)                                                            |
| 4.  | 7:e våningen                    | 4:21  | Carla Jonsson | Skakad & Rörd (1993)                                                          |
| 5.  | Två hjärtan                     | 5:41  | Plura Jonsson | Limbo (1999)                                                                  |
| 6.  | Den som älskar måste lämna allt | 4:35  | Plura Jonsson | Utanför lagen (1986)                                                          |
| 7.  | Bara för din skull              | 5:37  | Plura Jonsson | Sven-Ingvars på Nio liv (1998), Eldkvarn på Brott lönar sig alltid (2002)     |
| 8.  | Himlen ser och himlen hör       | 5:38  | Plura Jonsson | Peter LeMarc på För Amnesty (1998), Eldkvarn på Brott lönar sig alltid (2002) |
| 9.  | En regnmetares sång             | 4:59  | Plura Jonsson | Karusellkvällar (1989)                                                        |
| 10. | Landsortsgrabb                  | 3:48  | Plura Jonsson | Utanför lagen (1986)                                                          |
| 11. | Män som mig                     | 5:24  | Plura Jonsson | Pluralism (1993)                                                              |
| 12. | Mitt hjärta tillhör dig         | 6:58  | Plura Jonsson | Död stjärna (2001)                                                            |

## Listplaceringar
| Lista (2006) | Topplacering |
| ------------ | ------------ |
| Sverige      | 55           |